# Skarszewy (gmina)
Skarszewy est une gmina mixte du powiat de Starogard, Poméranie, dans le nord de la Pologne. Son siège est la ville de Skarszewy, qui se situe environ 13 km au nord-ouest de Starogard Gdański et 36 km au sud de la capitale régionale Gdańsk.
La gmina couvre une superficie de 169,79 km2 pour une population de 14 018 habitants.

## Géographie
Outre la ville de Skarszewy, la gmina inclut les villages de Bączek, Barka, Bolesławowo, Bożepole Królewskie, Celmerostwo, Czarnocin, Demlin, Godziszewo, Godziszewo-Wybudowanie, Jaroszewy, Jastrzębce, Jastrzębie Skarszewskie, Junkrowy, Kamierowo, Kamierowskie Piece, Koźmin, Krawusin, Malary, Marianka, Mirowo Duże, Mirowo Małe, Nowe Gołębiewko, Nowy Wiec, Nygut, Obozin, Pogódki, Pogódki-Wybudowanie, Probostwo, Przerębska Huta, Rusia, Szczodrowo, Szczodrowski Młyn, Trzcianka, Wałachowo, Więckowy, Wilcze Góry, Wilki, Wolny Dwór, Zamkowa Góra et Zapowiednik.
La gmina borde les gminy de Liniewo, Nowa Karczma, Przywidz, Stara Kiszewa, Starogard Gdański, Tczew, Trąbki Wielkie et Zblewo.